# دونالد إس. شاندلير
دونالد إس. شاندلير (بالإنجليزية: Donald S. Chandler)‏ هو عالم حشرات أمريكي، ولد في 23 سبتمبر 1949.